# Amblyscirtes belli
Amblyscirtes belli là một loài bướm ngày thuộc họ Hesperiidae. Nó được tìm thấy ở miền đông Kansas, Trung Oklahoma và Trung Texas phía đông đến tây nam Ohio, Trung Kentucky, miền đông Tennessee và miền tây South Carolina.
Sải cánh dài 30–32 mm. Con trưởng thành bay từ tháng 4 đến tháng 9. Có ba lứa một năm.
Ấu trùng ăn Chasmanthium latifolia. Con trưởng thành ăn mật hoa.